# Jättungsmyran
Jättungsmyran är ett naturreservat i Skellefteå kommun i Västerbottens län.
Området är naturskyddat sedan 2001 och är 839 hektar stort. Reservatet omfattar ett stort myrområde bestående av fyra olika myrar.